# 邢家要乡
邢家要乡，是中华人民共和国山西省临汾市汾西县下辖的一个乡镇级行政单位。2021年5月，撤销邢家要乡，整建制并入和平镇。

## 行政区划
邢家要乡下辖以下地区：
邢家要村、洪南庄村、盈村、宋家庄村、朱洼庄村、东角村和大吉利村。